# Nayagarh (huyện)
Huyện Nayagarh là một huyện thuộc bang Odisha, Ấn Độ. Thủ phủ huyện Nayagarh đóng ở Nayagarh. Huyện Nayagarh có diện tích 3954 ki lô mét vuông. Đến thời điểm năm 2001, huyện Nayagarh có dân số 863934 người.